# Oberonia miniata
Oberonia miniata är en orkidéart som beskrevs av John Lindley. Oberonia miniata ingår i släktet Oberonia och familjen orkidéer. Inga underarter finns listade i Catalogue of Life.